# Josef Šutara
Josef Šutara (ur. 18 października 1943 w Cieplicach) – czeski mykolog.
Šutara od 1968 roku zajmuje się amatorsko mykologią. Od 1977 roku zajmuje się głównie morfologią i taksonomią niektórych grup grzybów, zwłaszcza z rodzin borowikowatych (Boletaceae), maślakowatych (Suillaceae), piaskowcowatych (Gyroporaceae), krowiakowatych (Paxillaceae) i ponurnikowatych (Tapinellaceae). 
Opisał nowe taksony grzybów. W ich naukowych nazwach dodawane jest jego nazwisko Šutara.